# ساتافاهانا
إمبراطورية ساتافاهانا (بالتيولوغية: శాతవాహన సామ్రాజ్యము، ماهاراشتري: सालवाहण, Sālavāhaṇa) أو إمبراطورية آندهرا، كانت سلالة حاكمة هندية ملكية ترجع أصولها إلى دهارا نيكوتا وأمارافاتي في أندهرا براديش، بالإضافة إلى جونار (بوني) وبراثيسان (بايثان) في ماهاراشترا. وكانت أراضي الإمبراطورية تغطي معظم أنحاء الهند منذ عام 230 قبل الميلاد فصاعدًا. على الرغم من أن هناك جدلاً حول نهاية هذه السلالة الحاكمة، إلا أن التقديرات الأكثر تحررًا تشير إلى استمرارها 450 سنة تقريبًا، حتى عام 220 م تقريبًا. ويرجع الفضل لساتافاهانا في إحلال السلام في البلاد، ومقاومة الهجوم من الأجانب بعد تراجع إمبراطورية ماوريان.
بدأت ساتافاهانا كإحدى إقطاعيات سلالة ماوريان الحاكمة، ولكنها أعلنت الاستقلال مع تدهور أسرة ماوريان. وقد اشتهرت إمبراطورية ساتافاهانا برعايتها لـالبوذية والتي نتج عنها آثار بوذية استخرجت من إيلورا (أحد مواقع التراث العالمي التابعة لليونيسكو) إلى أمارافاتي. كانت ساتافاهانا من أوائل الولايات الهندية التي قامت بصك نقود معدنية منقوشة بصور حكامها. وشكلت ساتافاهانا جسرًا ثقافيًا ولعبت دورًا حيويًا في التجارة فضلاً عن نقل الأفكار والثقافة من وإلى سهل نهر الجانج الهندي إلى أقصى جنوب الهند.
وكان عليهم منافسة سونغا ثم بعد ذلك كانفا لماغادا؛ لتوطيد أسس حكمهم. وفي وقت لاحق، لعبوا دورًا حاسمًا في حماية جزء كبير من الهند ضد الغزاة الأجانب مثل ساكا ويافانز وباهلافاز. وعلى وجه التحديد استمر نضالهم ضد الحكام الغربيين لفترات طويلة. وكان حكام سلالة ساتافاهانا العظام مثل جاوتاميبوتا ساتاكارني وسري ياجنا ساتاكارني قادرين على هزيمة الغزاة الأجانب مثل الحكام الغربيين ووقف توسعهم. وتم تقسيم الإمبراطورية في القرن الثالث الميلادي إلى دويلات صغيرة.
كان الساتافاهانا المصدرين الأوائل لعملة الدولة الهندية التي تضمنت صورًا لحكامهم. شكلوا جسرًا ثقافيًا ولعبوا دورًا حيويًا في التجارة ونقل الأفكار والثقافة من سهل الغانج الهندي إلى الطرف الجنوبي من الهند، وبالعكس. دعموا البراهمانية وكذلك البوذية، واهتموا بأدب براكت.

## أصولهم
تاريخ ومكان أصل الساتافاهانا، وكذلك معنى اسم السلالة، مسألة نقاش بين المؤرخين. حدثت بعض هذه النقاشات في سياق النزعة الإقليمية، إذ زُعِمَ بأن أندرا براديش وماهاراشترا وكارناتاكا وتيلانجانا في الوقت الحالي هي الموطن الأصلي لساتافاهانا.

## علم أصول الكلمات
وفقا لأحد النظريات، كلمة ساتافاهانا شكل براكريتي من السنيكريتية Sapta-Vahana (مدفوعة بسبعة؛ في الأساطير الهندوسية، تُرسَمُ عربة إله الشمس تجرها سبعة خيول). قد يشير هذا إلى أن الساتافاهانا ادعوا في الأصل ارتباطهم بالسلالة الشمسية الأسطورية، كما كان شائعًا في الهند القديمة. وفقًا لانغوفا كارتيكيا سارما، فاسم السلالة مشتق من الكلمات ساتا (حاد، ذكي أو سريع) وفاهانا (مركبة)؛ أي الشخص الذي يركب حصانًا سريعًا.
توجد نظرية أخرى تربط اسمهم بسلالة ساتيابوتا المبكرة. وتوجد نظرية أخرى تستمد اسمها من الكلمة الموندية سادام (الحصان) وهاربان (الابن)، ما يعني ابن مؤدي ذبيحة الحصان. يحمل العديد من حكام الأسرة الحاكمة اسم أو لقب «ساتاكارني». يبدو أن الساتافاهانا والساتاكارني والساتاكاني والشاليفانا هي أسماء مختلفة لكلمة واحدة. افترض دامودار دارماناند كوسامبي أن كلمة ساتاكارني مشتقة من الكلمات الموندية سادا (حصان) وكون (ابن).
يستخدم البورانا اسم أندرا للساتافاهانا. قد يشير مصطلح أندرا إلى العرق أو إقليم السلالة، ولا يظهر في سجلات الأسرة الحاكمة.
تذكر الملحمة التاميلية (سيلباتيكارام) ناروفار كانار الذي ساعد ملك التشيرا سينغوتوفان خلال حملته في الهيمالايا. الترجمة المباشرة لمصطلح ناروفار كانار هي مئة كارنا أو ساتاكارني، ومنها، ناروفار كانار مع سلالة الساتافاهانا.

## الموطن الأصلي
استخدام أسماء أندرا وأندرا-جاتيا في البورانا قاد بعض العلماء، مثل أي جيه رابسون ور. ج. بانداركار، للاعتقاد بأن السلالة نشأت في منطقة ديكان الشرقية (منطقة أندرا التاريخية، أندرا براديش الحالية وتيلانجانا). في كوتيلينغالا في تيلانجانا، عُثِرَ على عملات معدنية تحمل أسطورة «رانو سيري تشيموكا ستافاهاناسا».  حدد عالم النصوص القديمة وخبير المسكوكات ساستري في البداية وجود تشيموكا مع مؤسس السلالة سيموكا، وبسبب ذلك أصبح كوتيلينغالا معروفًا بالمكان الوحيد الذي عثر على العملات المعدنية المنسوبة إلى سيموكا. اكتُشفت العملات المعدنية المنسوبة لخلفاء سيموكا كانها وساتاكارني أيضًا في كوتيلينغلا. بناءً على هذه الاكتشافات، افترض مؤرخون مثل أجاي ميترا شاستري، دي. آر. ريدي، س. ريدي وشانكار ر. غويال أن كوتلينغالا كان الموطن الأصلي لساتافاهانا. صرح أجاي ميترا شاستري أن العثور على العملات المعدنية في كوتيلينغا يعطي «مؤشرًا واضحًا للمنطقة حيث يتعين علينا تحديد موقع المركز الأصلي للسلطة السياسية في ساتافانا». ومع ذلك، فعينات العملات المعدنية من كوتلينغالا صغيرة، وليس من المؤكد إن كانت هذه العملات مسكوكة هناك أو وصلت من مكان آخر. شكك علماء في وجود تشيموكا من كوتلينغالا مع مؤسس السلالة، ومنهم غوبتا وآي. ك. سارما، الذين عرفوا تشيموكا كحاكم لاحق. غيّر ساستري لاحقًا رأيه، وذكر أن الملكين كانا مختلفين. بالإضافة إلى اكتشاف كوتلينغا، أُبلِغ عن عملة معدنية لأمير ساتافاهانا ساكتيكومارا، الذي كان في الجيل الرابع من السلالة، كاكتشاف طبقي من منطقة كورنول في ولاية أندرا براديش. أما بالنسبة إلى البورانا، فكان من الممكن تجميع هذه النصوص في وقت لاحق وليس من المؤكد إن أُشير الساتافاهانا إليهم باسم الأندرا خلال وقتهم.
يعتقد قسم آخر من العلماء أن ساتافاهانا نشأت في غرب ديكان (ماهاراشترا الحالية). عُثِر على النقوش الأربعة الموجودة منذ فترة ساتافاهانا (القرن الأول قبل الميلاد) في هذه المنطقة وحولها. عُثِر على أقدم نقوش ساتافانا المعروفة في الكهف رقم 19 من كهوف باندافلين في منطقة ناشيك، وصدرت خلال عهد كانها (100-70 قبل الميلاد). أصدر نانيكا (أو ناغانيكا) نقشًا عثر عليه في نانجات؛ أُرِّخ نقش آخر عثر عليه في نانجات في الفترة نفسها على أساس باليوغرافي. عُثِر على نقش لاحقًا يعود إلى عهد ساتاكارني الثاني في سانشي في ولاية ماديا براديش، الواقعة إلى الشمال من ولاية ماهاراشترا. عُثِر على غالبية النقوش الأخرى لساتافانا في غرب ديكان. من ناحية أخرى، فالأدلة الكتابية من شرق ديكان لا تذكر ساتافاهانا قبل القرن الرابع الميلادي.  في نيفاسا، اكتُشِف ختم وعملات معدنية تنسب إلى كانها. اكتُشِفت عملات معدنية منسوبة إلى ساتاكارني في ناشيك ونيفاسا وباوني في ماهاراشترا (إلى جانب أماكن في شرق ديكان ومادهيا براديش الحالية). بناءً على هذه الأدلة، يجادل بعض المؤرخين بأن سلالة ساتافاهانا وصلت في البداية إلى السلطة في المنطقة المحيطة بالعاصمة براتيشثانا (بيتان الحديثة، ماهاراشترا) ثم وسع أراضيهم إلى شرق ديكان. حذرت كارلا سينوبولي من أن الاستدلال حول أصل الديكان الغربي لساتافاهانا مؤقت في أحسن الأحوال بالنظر إلى عينة صغيرة من النقوش المبكرة.
يذكر باندافليني في (كانها) مصطلح ماها ماترا (الضابط المسؤول)، والذي يشير إلى أن الساتافاهانا الأوائل اتبعوا نموذج الموريان الإداري. ذكر مارجاباندو نظريًا أن الساتافاهانا كانوا يُسَمّون أندراس لأنهم كانوا من سكان شرق ديكان الأصليين (منطقة أندرا)، على الرغم من أنهم أسسوا لأول مرة إمبراطوريتهم في غرب ديكان بعد أن خدموا كمرؤوسين لموريان. يعارض هيمانشو برابا راي (1986) هذه النظرية، موضحًا أن ولاية أندرا كانت في الأصل مصطلحًا عرقيًا، ولم تأت لتدل على المنطقة الجغرافية لشرق ديكان حتى فترة ما بعد فترة ساتافاهانا. وفقا لفيديا ديجيا، فإن كتاب البورانا (الذي من الممكن أنه كُتِب بعد فترة ساتافاهانا) أخطؤوا في وجود ساتافاهانا في شرق ديكان كدليل على أصلهم في تلك المنطقة، ووصفوهم خطأً بأنهم أندرا.
يشير بعض العلماء أيضًا إلى أن السلالة نشأت في ولاية كارناتاكا الحالية، وكانت في البداية مدينة بالولاء لبعض حكام ولاية أندرا. ذكر ڤ. س. سوكثانكار نظرية تفيد أن التقسيم الإقليمي ساتافاهاني-ساتاهاني (ساتافاهانيهارا وساتاهاني-راتا)، في منطقة بيلاري الحالية، كان موطن عائلة ساتافاهانا ومع ذلك، تحدى الدكتور جوبالشاري نظرية سوكثانكار من خلال الإشارة إلى أنه لم يُعثَر على نقش واحد من ساتافاهانا في وقت مبكر في منطقة بيلاري وأن نقش ساتافاهانا الوحيد في منطقة بيلاري هو نقش بولومافي، الذي ينتمي إلى المرحلة اللاحقة من تاريخ ساتافاهانا. توجد ستوبا في قرية كاناجاناهالي في كارناتاكا، ويرجع تاريخها إلى القرن الأول قبل الميلاد والقرن الأول الميلادي، وتتميز بألواح من الحجر الجيري تصور صورًا لشيموكا (سيموكا) وساتاكاني (ساتاكارني) وحكام ساتافاهانا الآخرين.

## التاريخ
تأتي معلومات حول ساتافاهانا من البورانا، وبعض النصوص البوذية والجاينية، والنقوش والعملات من السلالة، والحسابات الأجنبية (اليونانية والرومانية) التي تركز على التجارة. المعلومات المقدمة من هذه المصادر ليست كافية لإعادة بناء تاريخ الأسرة الحاكمة بكل تأكيد. نتيجة لذلك، توجد نظريات متعددة حول التسلسل الزمني لساتافانا.